# Konrad-Adenauer-Brücke (Nürnberg)
Die Adenauerbrücke ist ein Brückenbauwerk in Nürnberg. Sie ist die südliche Fortsetzung des Wöhrder Talübergangs bis zur Dürrenhofstraße und trägt seit 1967 zu Ehren des ersten Bundeskanzlers (1949–1963) Konrad  Adenauer (1876–1967) den Namen Adenauerbrücke.
Der Wöhrder Talübergang stellt die alte Straßenverbindung zwischen der Vorstadt Wöhrd und dem Siechkobel und der sich um ihn entwickelnden Siedlung St. Peter dar, ursprünglich in Verlängerung der Wassertorstraße den nahe bei Wöhrd gelegenen und den südlich der Wöhrder Wiese verlaufenden Pegnitzarm überquerend. Nach Ausbesserungen der Kriegsschäden wurde er 1955 wieder dem Verkehr übergeben. Aufgrund damals bereits existierender Planungen wurde der Wöhrder Talübergang ab 1961 im Rahmen der Hochwasserregulierung der Pegnitz umgestaltet und erhielt mit der Realisierung des Wöhrder Sees ab 1968 seine heutige Gestalt. Heute bezeichnet man mit Wöhrder Talübergang den Bereich der Talüberquerung zwischen Kressengarten- und Bartholomäusstraße.